# Zevenbergen
Zevenbergen ist ein Ort im Nordwesten der niederländischen Provinz Nordbrabant in der Nähe von Breda. Zevenbergen war bis 1997 eine eigenständige Gemeinde und ist seitdem der Hauptort der Gemeinde Moerdijk. Zevenbergen zählt 15.245 Einwohner (Stand: 1. Januar 2024).

## Geschichte
Zevenbergen wurde 1283 zum ersten Mal erwähnt und gehörte politisch zur Grafschaft Holland. Der Ort wuchs und bekam zur Zeit Johanns III. von Brabant Stadtrechte und wurde schnell zu einem zentralen Ort. 1421 führte die Elisabethenflut zu Deichbrüchen und Überschwemmungen in vielen Gebieten im Südwesten der Niederlande. Die Polder um Zevenbergen wurden auch überschwemmt und der Ort wurde vom restlichen Teil der Grafschaft getrennt. Zevenbergen blieb politisch zu Holland zugehörig und wurde Partei im Haken-und-Kabeljau-Krieg. 1427 wurde der Ort von Philipp der Gute, Herzog von Burgund und Graf von Holland, eingenommen und er verlieh (bestätigte) Zevenbergen die Stadtrechte.
Erst am Anfang des 16. Jahrhunderts wurden die Gebiete um Zevenbergen wieder eingedeicht und 1648 kam die Stadt in den Besitz des Hauses Oranien. 1805 wurde Zevenbergen (mit dem restlichen Teil der heutigen Gemeinde Moerdijk) Teil des Déparments Bataafsch-Brabant in der Batavischen Republik und nach 1815 Teil Nordbrabants im neuen Königreich der Niederlande.

## Persönlichkeiten
- Gerrie Fens (* 1951), Radrennfahrer